# Eurytoma swezeyi
Eurytoma swezeyi is een vliesvleugelig insect uit de familie Eurytomidae. De wetenschappelijke naam is voor het eerst geldig gepubliceerd in 1953 door Fullaway.